# Kate Beath

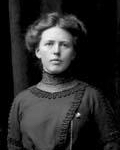
Kate Beath
(ca. 1911)

Katherine Christian Beath (* 20. Dezember 1882 in Neuseeland; † 29. Juni 1979 in Neuseeland), in der Öffentlichkeit unter dem Namen Kate Beath bekannt, war Aquarellistin und eine der ersten ausgebildeten Architektin in Neuseeland.

## Frühes Leben
Katherine Christian Beath wurde am 20. Dezember 1882 als Tochter der Eheleute Marie Malcolm und George Low Beath in Neuseeland geboren. Kate wuchs in einer gebildete, künstlerische veranlagten und fortschrittlichen Familie auf. Ihr Vater war der Gründer und Besitzer des Department Store Beath and Co. in Christchurch und Kate die Nichte der Sozialreformerin und Frauenrechtlerin Kate Sheppard. Weiter ist nichts über ihre Kindheit, Jugendzeit oder Schulbildung bekannt.

## Ausbildung zur Architektin
Kate studierte an der Canterbury School of Art und absolvierte ab 1904 in Christchurch eine Ausbildung zur Architektin bei dem Architekten und Stadtplaner Samuel Hurst Seager. 1906 schloss sie ihre Ausbildung ab und ging mit ihrer Tante Kate Sheppard nach London. Sie bereiste in den folgenden zwei Jahren viele Ort im Vereinigten Königreich und in Europa. Sie hielt schriftlichen Kontakt zu ihrem Ausbilder, der sie in seinen Antworten dazu ermutigte, sich die Gebäude in den Ländern anzuschauen und davon zu lernen. 1910 kehrte sie nach Neuseeland zurück und blieb in Christchurch.

## Ehe
1915 heiratete Kate den Apotheker Colin McDougall und nahm seinen Namen an. Das Paar zog nach Wellington und bekam zwei Kinder.

## Arbeit als Künstlerin
Nach ihrer Heirat hat Kate in ihrem Beruf nicht mehr gearbeitet, widmete sich stattdessen der Malerei und stellte ihre Werke mit der New Zealand Academy of Fine Arts aus. Einige ihrer Werke, die in Aquarelltechnik ausgeführt sind, können in dem Katherine Mansfield House in Wellington besichtigt werden.
Katherine Christian McDougall, wie sie sich nach der Heirat wohl genannt haben muss, verstarb am 29. Juni 1979. Der Ort in Neuseeland ist unbekannt.